# Fauroux

Fauroux este o comună în departamentul Tarn-et-Garonne din sudul Franței. În 2009 avea o populație de 219 de locuitori.

## Evoluția populației
| An        | 1975 | 1982 | 1990 | 1999 | 2006 | 2009 |
| --------- | ---- | ---- | ---- | ---- | ---- | ---- |
| Populație | 221  | 196  | 217  | 222  | 201  | 219  |